# Trevor Rosenthal
Trevor Jordan Rosenthal (né le 29 mai 1990 à Lee's Summit, Missouri, États-Unis) est un lanceur droitier des Ligues majeures de baseball.
Il joue de 2012 à 2017 avec les Cardinals de Saint-Louis.

## Carrière
Trevor Rosenthal est repêché par les Cardinals de Saint-Louis au 21e tour de sélection en 2009. Lanceur partant dans les ligues mineures, le droitier gradue au club-école de niveau AA des Cardinals en 2012 mais fait sa marque comme lanceur de relève peu après dans les majeures. 

### Saison 2012
Il fait ses débuts dans le baseball majeur comme lanceur de relève pour Saint-Louis le 18 juillet 2012 et effectue une présence au monticule d'une manche contre les Brewers de Milwaukee. Ce jour-là, Rosenthal devient le 2000e joueur dans l'histoire à endosser l'uniforme des Cardinals. Il lance 22 manches et deux tiers en 19 sorties pour Saint-Louis en 2012, encaissant deux défaites mais n'accordant que 7 points pour une moyenne de points mérités de 2,78 pendant cette brève période. En 8 manches et deux tiers lancées en séries éliminatoires, la recrue des Cardinals n'accorde aucun point et seulement deux coups sûrs à ses adversaires.

### Saison 2013
En 2013, Rosenthal est appelé 74 fois au monticule par les Cardinals et maintient une très bonne moyenne de points mérités de 2,63 avec deux victoires, quatre défaites et ses trois premiers sauvetages en carrière. En 75 manches et un tiers lancées, il enregistre 108 retraits sur des prises. Les Cardinals remportent le titre de la Ligue nationale et s'inclinent en Série mondiale 2013, une finale où Rosenthal est le lanceur gagnant du 3e affrontement remporté par Saint-Louis.

### Saison 2014
Nommé stoppeur des Cardinals pour la saison 2014, Trevor Rosenthal termine 2e de la Ligue nationale avec 45 sauvetages, deux de moins que le meneur Craig Kimbrel d'Atlanta et 4e parmi tous les releveurs des majeures. Gagnant de deux matchs contre 6 défaites en saison régulière, il maintient une moyenne de 3,20 en 70 manches et un tiers lancées, avec 87 retraits sur des prises en 72 sorties. Il protège les trois victoires des Cardinals, gagnants de la Série de divisions de la Ligue nationale, le premier tour éliminatoire qu'ils remportent sur les Dodgers de Los Angeles.

### Saison 2015
Détenteur en 2015 d'une moyenne de points mérités de seulement 2,10 en 68 matchs et 68 manches et deux tiers lancées, Rosenthal réussit 83 retraits sur des prises et un nouveau record personnel de 48 sauvetages.